# Straszydle
Straszydle est une localité polonaise de la gmina de Lubenia, située dans le powiat de Rzeszów en voïvodie des Basses-Carpates.